# ザ・ポチ
ザ・ポチ!は1992年から1994年にかけて活動した日本のアイドルユニット。モデルの中から選出された人物で結成された。所属事務所はレイズイン。
結成当初のユニット名は「ポチ!」1994年の解散までにシングル5枚 アルバム2枚を発売した。

## メンバー
結成当初のメンバーは高橋摩弥、山下智美、石塚早織。途中、高橋摩弥が病気治療の為脱退、北村裕子が加入し解散まで活動。

## シングルCD
- 恋のフーガ（トーラスレコード1992年3月25日）
- 危険でごめんあそばせ（トーラスレコード 1992年7月25日）
- お熱いのはお好き?（トーラスレコード 1992年11月25日）
- 会社さぼって（トーラスレコード 1993年3月17日）
- 土曜まで待てない（トーラスレコード 1993年12月8日）

## アルバム
- お気に召すまま（トーラスレコード 1992年5月1日）
- お熱いのはお好き（トーラスレコード 1992年12月9日）

## TV出演
- ソウルバー（テレビ東京 MCとして山下智美が出演）[1]
- 今田東野ナイナイの芸能界ダメならぬがねば!!（CX特番）[2]